# Sci nordico

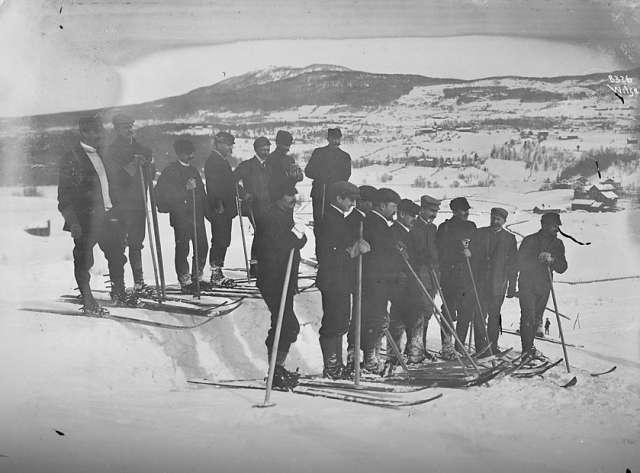

Negli sport invernali lo sci nordico è un insieme di discipline dello sci, contrapposte a quelle dello sci alpino, in cui non è possibile fissare il tallone dello scarpone da sci allo sci stesso; comprende quindi una moltitudine di specialità quali sci di fondo, biathlon, salto con gli sci, combinata nordica, sci escursionismo, sci orientamento, ski archery e telemark.

## Storia
La nascita di tali discipline è storicamente legata ai Paesi scandinavi nei secoli precedenti, dall'Ottocento in poi.

## Descrizione

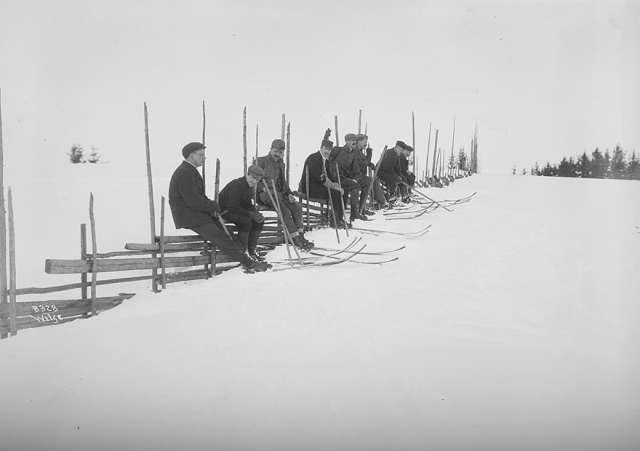

Lo sci nordico fa parte del programma olimpico invernale sin dai I Giochi olimpici invernali di Chamonix-Mont-Blanc 1924, con lo sci di fondo, il salto con gli sci, la pattuglia militare e la combinata nordica, che combina una prova di sci di fondo con una prova di salto con gli sci.
L'attività agonistica internazionale dello sci nordico è regolata dalla Federazione Internazionale Sci (FIS). I Mondiali di sci nordico, la cui prima edizione coincise con i I Giochi olimpici invernali, si disputano a cadenza biennale, negli anni dispari. Tuttavia il biathlon, lo sci orientamento (sci di fondo combinato con l'orientamento) e lo ski archery (sci di fondo combinato con il tiro con l'arco) fanno capo a federazioni diverse dalla FIS.